# Brachystephanus roseus
Brachystephanus roseus är en akantusväxtart som beskrevs av Champl.. Brachystephanus roseus ingår i släktet Brachystephanus och familjen akantusväxter. Inga underarter finns listade i Catalogue of Life.